# Waterstofchloride

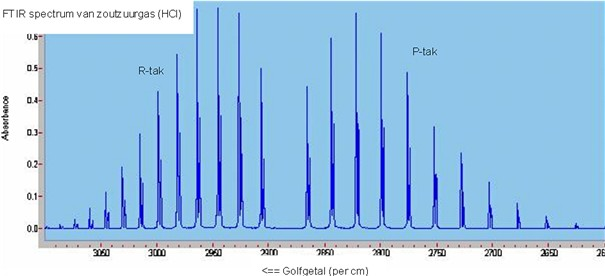
Het infraroodspectrum van waterstofchloride.

Waterstofchloride is een anorganische verbinding van waterstof en chloor, met als brutoformule HCl. Waterstofchloride is een waterstofhalogenide. In zuivere toestand is het een uiterst corrosief kleurloos gas. Een waterige oplossing van dit gas wordt zoutzuur genoemd. Beide benamingen worden meestal door elkaar gebruikt, hoewel dit strikt genomen niet correct is.

## Synthese

### Laboratoriumsynthese
In een laboratorium wordt waterstofchloride bereid uit natriumchloride (NaCl) en geconcentreerd zwavelzuur (H2SO4):
{\displaystyle {\ce {NaCl + H2SO4 -> NaHSO4 + HCl}}}
Bij sterke verhitting kan ook het ontstane natriumwaterstofsulfaat nog waterstofchloride vrijmaken door verder te reageren tot natriumsulfaat. Dit proces kan doorgaan ondanks het feit dat waterstofchloride een sterker zuur is dan zwavelzuur. Dit is mogelijk omdat waterstofchloride gasvormig is en slecht oplosbaar is in zuiver zwavelzuur. HCl-gasbelletjes verdwijnen dus uit de oplossing en dit helpt, volgens het principe van Le Chatelier, de reactie verder te laten verlopen. Het evenwicht wordt bijgevolg volledig naar rechts gedreven. Het ontstane gas, dat zeer corrosief is, wordt in zuiver water geleid, waarin het oplost.
Een alternatief is de reactie van natriumchloride met natriumwaterstofsulfaat bij 200 °C:
{\displaystyle {\ce {NaCl + NaHSO4 -> Na2SO4 + HCl}}}
Daarnaast kan waterstofchloride bereid worden door de hydrolyse van reactieve chloorverbindingen, zoals fosforpentachloride, thionylchloride en zuurchloriden.
{\displaystyle {\ce {PCl5 + H2O -> POCl3 + 2 HCl}}}

### Industriële synthese
Op industriële schaal wordt uitgegaan van waterstofgas en chloorgas:
{\displaystyle {\ce {H2 + Cl2 -> 2 HCl}}}
Deze exotherme reactie is echter zeer riskant, omdat beide gassen gevaarlijk zijn: waterstofgas kan exploderen en chloorgas is zeer toxisch en corrosief.

## Eigenschappen
Waterstofchloride is bij kamertemperatuur een gas, maar het is beter bekend als de geconcentreerde waterige oplossing (zoutzuur). De oplosbaarheid van waterstofchloride in water is bijzonder groot (wegens de hoge polariteit van de binding) maar neemt bij verhoging van de temperatuur af. Een geconcentreerde oplossing bezit een molaire concentratie van ongeveer 12 mol/L, maar vormt bij verhitting een azeotroop met water (met een concentratie van 6 mol/L). De hoge oplosbaarheid kan verklaard worden door de zuur-basereacties die optreden wanneer waterstofchloride en water met elkaar in contact worden gebracht:
{\displaystyle {\ce {HCl + H2O -> H3O+ + Cl^-}}}
Water, dat met een pKa van 16 een veel minder sterk zuur is dan waterstofchloride, wordt geprotoneerd tot het hydroxonium-ion. Een gelijkaardige reactie is deze met alcoholen, zoals methanol:
{\displaystyle {\ce {HCl + CH3OH -> CH3OH2+ + Cl^-}}}
Geconcentreerd zoutzuur is een sterk anorganisch zuur dat in tegenstelling tot salpeterzuur of zwavelzuur geen sterke oxidator is. In combinatie met salpeterzuur ontstaat wel een bijzonder sterke oxidator: koningswater. De actieve gevormde component in deze oplossing is nitrosylchloride.

## Toepassingen
Waterstofchloride wordt enkel op industriële schaal in zuivere gasvormige toestand gebruikt. Het wordt ingezet bij de hydrochlorering van rubber en de productie van vinyl- en alkylchloriden. De productie van vinylchloride verloopt via de oxychlorering van etheen, waarbij 1,2-dichloorethaan gevormd wordt:
{\displaystyle {\ce {2 H2C=CH2 + 4 HCl + O2 -> 2 C2H4Cl2 + 2 H2O}}}
Vervolgens wordt 1,2-dichloorethaan in een oven bij ongeveer 500 °C gekraakt tot vinylchloride en waterstofchloride:
{\displaystyle {\ce {C2H4Cl2->[500^{\circ }C]H2C=CHCl{}+HCl}}}
In de halfgeleiderindustrie wordt waterstofchloride gebruikt bij het etsen van halfgeleiderkristallen en voor de zuivering van silicium door vorming van trichloorsilaan.
Waterstofchloride wordt commercieel verhandeld als oplossing in water (zoutzuur) en dit in verschillende concentraties (tot 12 mol/L of 38 massaprocent). Als zodanig wordt het meestal gebruikt in het laboratorium. Het gas zelf wordt soms ingezet bij de synthese van lewiszuren die absoluut droog moeten zijn.
Verder wordt HCl geproduceerd door pariëtale cellen van de maag waardoor er een zure omgeving ontstaat in de maag zelf. Dit is dan weer gunstig voor de vertering van eiwitten en vetten.